# Östersund (comuna)
Östersund (em sueco: Östersunds kommun; pronúncia /œstɛˈʂɵnːd/;  ouça a pronúncia) ou Ostersúndia[a] é uma comuna sueca localizada no condado de Jämtland. Sua capital é a cidade de Östersund. Tem 2 208 quilômetros quadrados e segundo censo de 2018, havia 63 227 habitantes.
É desde 2010 uma ”zona administrativa de língua lapónica” (Förvaltningsområdet för samiska språket), onde existem direitos linguísticos reforçados para a minoria étnica dos lapões.